# Hervías
Hervías és un municipi de la Rioja, a la regió de la Rioja Alta, entre els rius Oja i Najerilla. La seva economia es basa principalment en l'agricultura (patates, blat, ordi, etc.), encara que alguns habitants es desplacen diàriament a treballar en localitats properes.

## Història
La primera escriptura en la qual apareix nomenada la vila és en una cessió de Sanç III de Navarra del monestir d'Hervías al de San Millán, en 1029. El 26 de març de 1651 Felip IV va atorgar el títol de Comte d'Hervías a l'arquebisbe de Burgos, Francisco Manso.
Hervías va pertànyer a la província de Burgos fins a la creació de la província de Logronyo en 1833. Hi ha hagut una disputa oberta entre Hervías i la propera localitat d'Alesanco sobre on va néixer realment Zenón de Somodevilla y Bengoechea, Marquès de l'Ensenada, a causa de l'existència de dues partides de baptisme, ambdues autèntiques. La d'Hervías està datada el 25 d'abril de 1702 i la d'Alesanco el 2 de juny d'aquest mateix any.

## Comunicacions
Dos branques comuniquen amb la carretera N-120, futura Autovia del Camí de Santiago, a 4 km de Santo Domingo de la Calzada i a 13 de Nájera. També hi ha una carretera asfaltada cap a Bañares.

## Personatges il·lustres
- Zenón de Somodevilla y Bengoechea, marquès de l'Ensenada, estadista i ministre espanyol.
- Miguel Capellán, pilotari professional en la modalitat a mà.